# 마리오네트 (공연)
마리오네트는 대한민국의 비보이 팀인 익스프레션(Expression)에서 만들고 창작한 90분간의 비보이 퍼포먼스 공연이다. 이 이름은 실을 이용한 꼭두각시 인형을 의미하는 프랑스 단어인 마리오네트에서 유래했으며, 그 이름이 보여주듯이, 이 공연은 연기자들이 인형사와 그의 인형들을 모방해서 연기한다.
마리오네트는 2006년 초에 롯데월드에서 초연되었다, 이 퍼포먼스가 처음에 상연되자, 국제적인 관심을 모았다. 많은 나라에서 익스프레션 팀을 초청했고, 익스프레션은 곧 전세계로 돌아다니면서 마리오네트를 공연하기 시작했다. 이러한 세계적인 성공은 한국 내에서의 주목을 동시에 끌었다. 마리오네트의 동영상을 익스프레션의 웹사이트에서 자유롭게 다운받을 수 있다는 사실과, 이우성 단장이 마리오네트의 동영상을 유튜브에 올렸다는 사실 또한 대한민국 내외에서 관심을 끌게 되는 계기가 되었다.
2006년 말에, 익스프레션팀은 이 공연을 70분짜리(공연시간은 90분이지만, 실제 내용은 70분 정도이다)로 확대 작업했고, 2007년 1월부터 3월까지 이를 충무아트홀에 공연했다. 현재 익스프레션팀은 일본에서 이를 공연하고 있다.